# Tero Pitkämäki
Tero Pitkämäki (Ilmajoki, 1982. december 19. –) világbajnok, Európa-bajnoki ezüstérmes, olimpiai bronzérmes finn gerelyhajító atléta.

## Sportpályafutása
2006-ban több versenyen is indult, és mindig a dobogón végzett. Ebben az évben Európa-kupát nyert a málagai versenyen (85,30-as eredménnyel), majd a Kultainen Liiga több állomásán is aranyérmet nyert (Párizs, Zürich). 2007-ben szinte minden versenyen, amin elindult, elhozta az aranyat (Európa-kupa, Kultainen Liiga-Osló; Párizs; Brüsszel; Berlin), és az oszakai világbajnokságon is aranyérmes lett. Az év sportolójának választották Finnországban. 2008-ban ismét Európa-kupa-győztes lett (84,91-es eredménnyel).
2006-ban mérnök diplomát szerzett, jelenleg a Nurmon Urheilijat-99 egyesület tagja.